# K Camp
K Camp, pseudonimo di Kristopher Thomas Campbell (Milwaukee, 27 aprile 1990), è un rapper statunitense.

## Biografia
Cresciuto ad Atlanta, K Camp ha ricevuto le sue prime nomination ai BET Hip Hop Awards per mezzo di Cut Her Off, una collaborazione incisa assieme a 2 Chainz, certificata platino dalla RIAA e inclusa nell'EP In Due Time.
Il suo album in studio d'esordio, intitolato Only Way Is Up, si è classificato al 20º posto della Billboard 200 e contiene le tracce Lil Bit, Comfortable e 1Hunnid, tutte e tre certificate almeno oro dalla Recording Industry Association of America. Lottery (Renegade), divenuto virale su TikTok e contendente per il TikTok Bop of the Year agli iHeartRadio Music Awards 2021, ha trovato successo oltreconfine, posizionandosi sia nella Argentina Hot 100 che nella Canadian Hot 100 tra marzo e aprile 2020. Il pezzo è incluso nell'LP Kiss 5, il suo secondo progetto che ha toccato la top forty nazionale.

## Discografia

### Album in studio
- 2015 – Only Way Is Up
- 2018 – Rare Sound
- 2019 – Wayy 2 Kritical
- 2020 – Kiss 5
- 2020 – Rare Family (con Rare Sound)
- 2021 – Float
- 2022 – Vibe Forever
- 2024 – Float 2 London
- 2025 – Built Different

### EP
- 2012 – Before the Fame 9
- 2014 – In Due Time
- 2016 – Lyric Ave
- 2018 – This for You

### Mixtape
- 2012 – Fan4Life
- 2013 – Show Money (con Tha Joker)
- 2014 – Kiss, Pt. 2
- 2015 – One Way
- 2016 – Kiss 3
- 2017 – Rare
- 2017 – Kiss 4
- 2017 – Slum Lords 2

### Singoli
- 2010 – All Night (feat. Jt A-1)
- 2012 – All the Way Down
- 2014 – Cut Her Off (feat. 2 Chainz)
- 2014 – Money Baby (feat. Kwony Cash)
- 2014 – Marilyn Monroe
- 2014 – Turn Up for a Check (feat. Yo Gotti)
- 2014 – Slum Anthem
- 2015 – Room 1102
- 2015 – In My Face
- 2016 – 5 Minutes (con 2 Chainz)
- 2017 – Rockstar Crazy
- 2017 – Typical (con Moneybagg Yo e Money Man)
- 2017 – Racks like This (solo o feat. Moneybagg Yo)
- 2017 – Good Problem
- 2017 – '97 (feat. Rich the Kid, Bobby Kritical & 1wayfrank)
- 2017 – Wedding Bands (con Ye Ali)
- 2018 – Cranberry Juice
- 2018 – B.A.G.
- 2018 – His & Hers
- 2019 – Switch
- 2019 – Writing on the Wall
- 2019 – Lottery (Renegade)
- 2019 – Ice Cold
- 2020 – Black Men Don't Cheat (feat. Ari Lennox, 6lack & Tink)
- 2020 – Pineapple Juice (con Rare Sound)
- 2021 – Don't Drink Dasani
- 2021 – Life Has Changed (con PnB Rock)
- 2021 – Game Ain't Free
- 2021 – Guts (feat. True Story Gee)